# Андрю Пайпър
Андрю Пайпър (на английски: Andrew Pyper) е канадски писател, автор на бестселъри в жанра трилър.

## Биография и творчество
Андрю Пайпър е роден на 4 януари 1968 г. в Стратфорд, Онтарио, Канада, в семейството на Джони и Олив Пайпър, офталмолог и медицинска сестра. Най-малкият е от пет деца в семейството. Получава бакалавърска и магистърска степен по английска литература от университета Макгил в Монреал. След това се премества с приятелката си в Университета на Торонто и получава диплома по право, като е удостоен и с награда за правна теория. Въпреки юридическото си образование и вписването в адвокатската колегия през 1996 г., той никога не е практикувал.
Докато е в Университета на Торонто започва да пише разкази и си поставя за цел да напише роман до тридесетата си година. В периода 1997 – 1998 г. е гост-писател в университетите Бертън Хаус в Доусън, Юкон, и в Университета Трент в Питърборо, Онтарио.
Разказите му са публикувани в литературни списания и през 1996 г. в сборника „Kiss Me“.
Първият му роман „Lost Girls“ (Изгубени момичета) е публикуван през 1999 г. Той става бестселър в Канада и е удостоен с наградата „Артър Елис“ за най-добър първи роман. Включен е в списъка на Книги на годината в Канада и САЩ.
Следващите му трилъри също са много успешни. Трилърът му „Демонологът“ е удостоен с международната награда на Асоциацията на писателите на трилъри.
Романите „Демонологът“ и „The Damned“ са със закупени права за екранизация.
Преподавал е творческо писане в Университета на Торонто и Колежа Колорадо, Колорадо Спрингс.
Андрю Пайпър живее със семейството си в Торонто.

## Произведения

### Самостоятелни романи
- Lost Girls (1999)
- The Trade Mission (2002) – издаден и като „Dark Descent“
- The Wildfire Season (2005)
- The Killing Circle (2008)
- The Guardians (2011)
- The Demonologist (2013)
Демонологът, изд.: ИК „Бард“, София (2013), прев. Любомир Николов
- The Damned (2015)

### Новели
- 1001 Names and Their Meanings (2012)
- The Author Shows a Little Kindness (2012)
- Breaking and Entering (2012)
- Call Roxanne (2012)
- Camp Sacred Heart (2012)
- Dime Bag Girl (2012)
- The Earliest Memory Exercise (2012)
- House of Mirrors (2012)
- If You Lived Here You'd Be Home By Now (2012)
- Magnificent (2012)
- Sausage Stew (2012)
- X-Ray (2012)

### Сборници
- Kiss Me (1996)